# 纳尼密寺

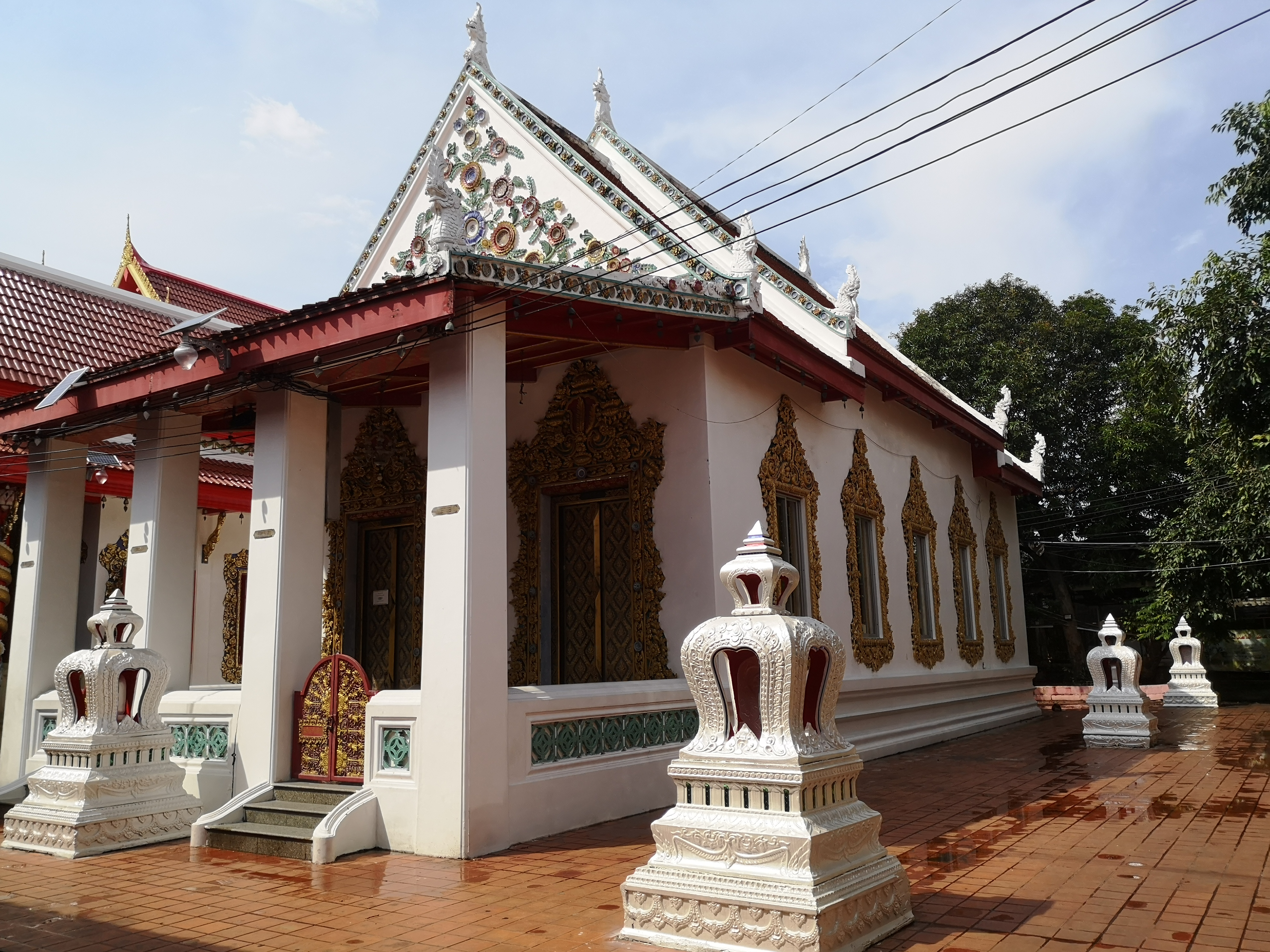
纳尼密寺

纳尼密寺是一座位于泰国曼谷宗通县素萨瓦路的寺庙，始建于1862年。